# Alan Schneider
Alan Schneider (Harkov, Ukrajna, 1917. november 28. – London, Anglia, 1984. május 3.) ukrán születésű amerikai színházi rendező és filmrendező. Olyan drámaírók műveit vitte színre és ismertette meg az amerikai közönséggel, mint Arthur Miller, Samuel Beckett, Edward Albee és Harold Pinter.

## Élete és munkássága
1923. július 4-én családjával az Egyesült Államokba költözött, ahol Brooklynban, Connecticutban és Marylandben nőtt föl. Apja orvosként keresett munkát, végül a gümőkór kezelésére szakosodott.
1956. január 3-án rendezésében mutatták be Miamiban Samuel Beckett Godot-ra várva című színművének amerikai premierjét. Így kezdődött az az élethosszig tartó művészi kapcsolat, mely Schneider 1984-ben bekövetkező haláláig tartott.
1965-ben New Yorkban rendezte meg Beckett Film című filmjét Buster Keatonnel a főszerepben.
Tanított többek között az Amerikai Katolikus Egyetemen (The Catholic University of America), a New York-i Városi Főiskolán (City College of New York), a Juilliard Schoolon és a Kaliforniai Egyetemen (San Diego). 30 évig dolgozott együtt az Arena Stage-dzsel. Művészeti vezetője volt az Acting Company-nek. Halála idején a Theatre Communications Group igazgatóságának elnöke volt.
Közlekedési baleset következtében szerzett visszafordíthatatlan agysérülés miatt halt meg Londonban. Halálát követően a Theatre Communications Group, az Acting Company és a Society of Stage Directors and Choreographers létrehozta az Alan Schneider Memorial Fundot.

## Díjai
- Tony-díj a legjobb színházi rendezésért (1963) Edward Albee: Nem félünk a farkastól

## Fordítás
- Ez a szócikk részben vagy egészben  az   Alan Schneider című angol Wikipédia-szócikk fordításán alapul.  Az eredeti cikk szerkesztőit annak laptörténete sorolja fel. Ez a jelzés csupán a megfogalmazás eredetét és a szerzői jogokat jelzi, nem szolgál a cikkben szereplő információk forrásmegjelöléseként.